# Campagne-sur-Aude
Pour les articles homonymes, voir Campagne (homonymie).
Campagne-sur-Aude  est une commune française, située dans le Sud-Ouest du département de l'Aude en région Occitanie, et celle-ci appartient à la Communauté de communes Aude en Pyrénées.
Sur le plan historique et culturel, la commune fait partie du Razès, un pays historiquement très étendu, qui ne se résume aujourd'hui qu'aux collines de la Malepère et au bas Razès au centre et au sud, limité par le pays de Sault. Exposée à un climat méditerranéen, elle est drainée par l'Aude, le ruisseau de Brézilhou, le ruisseau de Granès. La commune possède un patrimoine naturel remarquable : deux sites Natura 2000 (les « hautes Corbières » et le « pays de Sault ») et deux zones naturelles d'intérêt écologique, faunistique et floristique.
Campagne-sur-Aude est une commune rurale qui compte 616 habitants en 2022. Elle appartient à l'unité urbaine d'Espéraza. Ses habitants sont appelés les Campenois ou  Campenoises.
Les habitants de Campagne-sur-Aude se nomment les Campenois.

## Géographie

### Localisation
Campagne-sur-Aude se situe au sud du département de l'Aude, région communément appelée haute vallée de l'Aude. Le village se situe donc au fond de cette vallée à 7 km environ au nord de Quillan, la ville principale de la haute vallée de l'Aude.
Le village est dominé au nord par la métairie dite "de Bergne", productrice de fruits de saisons (la pêche en particulier) grâce à l'exposition plein sud du coteau sur lequel elle est posée. C'est sur ce même coteau, plus bas, qu'ont été découverts des ossements de dinosaure et pour lesquels a été créé le musée des dinosaures d'Espéraza.
Campagne-sur-Aude possède plusieurs hameaux dont Campagne-les-Bains qui jadis était connu pour son hôpital qui s'occupait principalement des blessés de guerre. Campagne-les-Bains dispose aussi d'une grotte d'où jaillit une eau ferrugineuse et chaude ainsi qu'un terrain de pétanque à l'ombre des platanes centenaires.

### Communes limitrophes
Les communes limitrophes sont  Espéraza, Quillan, Saint-Ferriol et Val-du-Faby.
| Val-du-Faby |                   | Espéraza      |
|             | Campagne-sur-Aude |               |
| Quillan     |                   | Saint-Ferriol |

### Géologie et relief
Le village est dominé au sud par la roche dite "du Bac", déformation de l'occitan "de lo Bac" qui, en fait, devrait être écrit "de l'Obac". L'obac est l'équivalent français de ubac, c'est-à-dire le versant d'une montagne le moins exposé au soleil. Cette roche constitue en fait le rebord du plateau calcaire de Saint-Ferriol situé au sud-est. Ce rebord se termine à l'est par le "Belvédère du Bac", pointe rocheuse d'où l'on peut admirer la vallée de l'Aude, du hameau de Brézilhou jusqu'au début de Couiza, ainsi que Rennes-le-Château au nord qui se situe à la même altitude.
Campagne-sur-Aude se situe en zone de sismicité 3 (sismicité modérée).

### Hydrographie
La commune est dans la région hydrographique « Côtiers méditerranéens », au sein du bassin hydrographique Rhône-Méditerranée-Corse. Elle est drainée par l'Aude, le ruisseau de Brézilhou et le ruisseau de Granès, qui constituent un réseau hydrographique de 6 km de longueur totale,.
L'Aude, d'une longueur totale de 223,59 km, prend sa source dans la commune des Angles et s'écoule du sud vers le nord. Elle traverse la commune et se jette dans le golfe du Lion à Fleury, après avoir traversé 73 communes.

### Climat
Pour des articles plus généraux, voir Climat de l'Occitanie et Climat de l'Aude.
En 2010, le climat de la commune est de type climat méditerranéen altéré, selon une étude s'appuyant sur une série de données couvrant la période 1971-2000. En 2020, Météo-France publie une typologie des climats de la France métropolitaine dans laquelle la commune est exposée à un climat de montagne ou de marges de montagne et est dans la région climatique Pyrénées orientales, caractérisée par une faible pluviométrie, un très bon ensoleillement (2 600 h/an), un air sec, particulièrement en hiver et peu de brouillards.
Pour la période 1971-2000, la température annuelle moyenne est de 13,2 °C, avec  une amplitude thermique annuelle de 15,4 °C. Le cumul annuel moyen de précipitations est de 926 mm, avec 9 jours de précipitations en janvier et 5,3 jours en juillet. Pour la période 1991-2020 la température moyenne annuelle observée sur la station météorologique la plus proche, située dans la commune de Granès à 4 km à vol d'oiseau, est de 13,5 °C et le cumul annuel moyen de précipitations est de 724,6 mm,. Pour l'avenir, les paramètres climatiques de la commune estimés pour 2050 selon différents scénarios d’émission de gaz à effet de serre sont consultables sur un site dédié publié par Météo-France en novembre 2022.

### Milieux naturels et biodiversité

#### Réseau Natura 2000

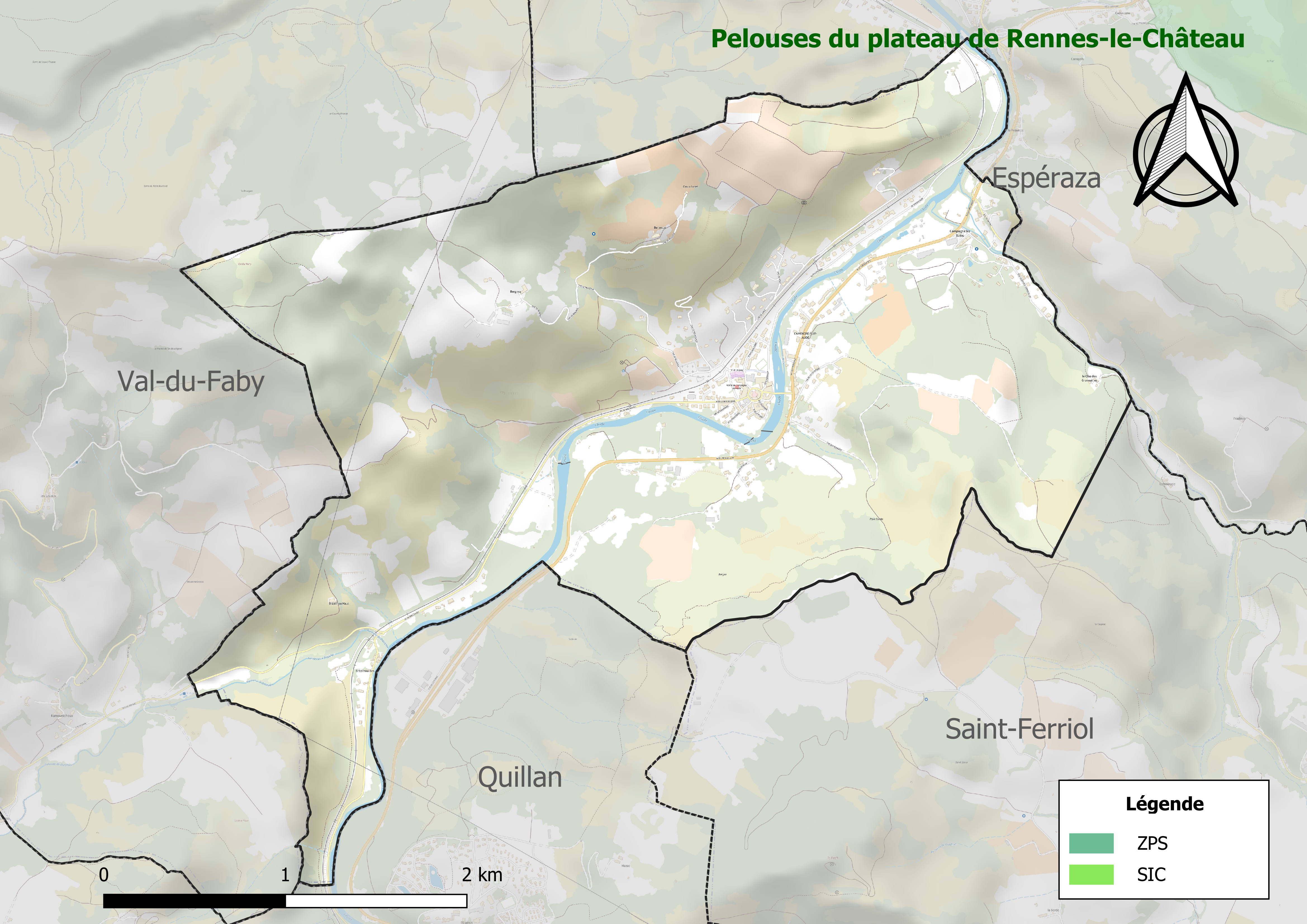
Sites Natura 2000 sur le territoire communal.

Le réseau Natura 2000 est un réseau écologique européen de sites naturels d'intérêt écologique élaboré à partir des directives habitats et oiseaux, constitué de zones spéciales de conservation (ZSC) et de zones de protection spéciale (ZPS). Deux sites Natura 2000 ont été définis dans la commune au titre de la directive oiseaux : : 
- le « pays de Sault », d'une superficie de 71 499 ha, présentant une grande diversité d'habitats pour les oiseaux. On y rencontre donc aussi bien les diverses espèces de rapaces rupestres, en particulier les vautours dont les populations sont en augmentation, que les passereaux des milieux ouverts (bruant ortolan, alouette lulu) et des espèces forestières comme le pic noir[15] ;
- les « hautes Corbières », d'une superficie de 28 398 ha, accueillant une avifaune riche et diversifiée : rapaces tels que les Busards, l'Aigle Royal, le Circaète Jean-le-Blanc, qui trouvent sur place des conditions favorables à la nidification et à leur alimentation du fait de l'importance des milieux ouverts[16].

#### Zones naturelles d'intérêt écologique, faunistique et floristique

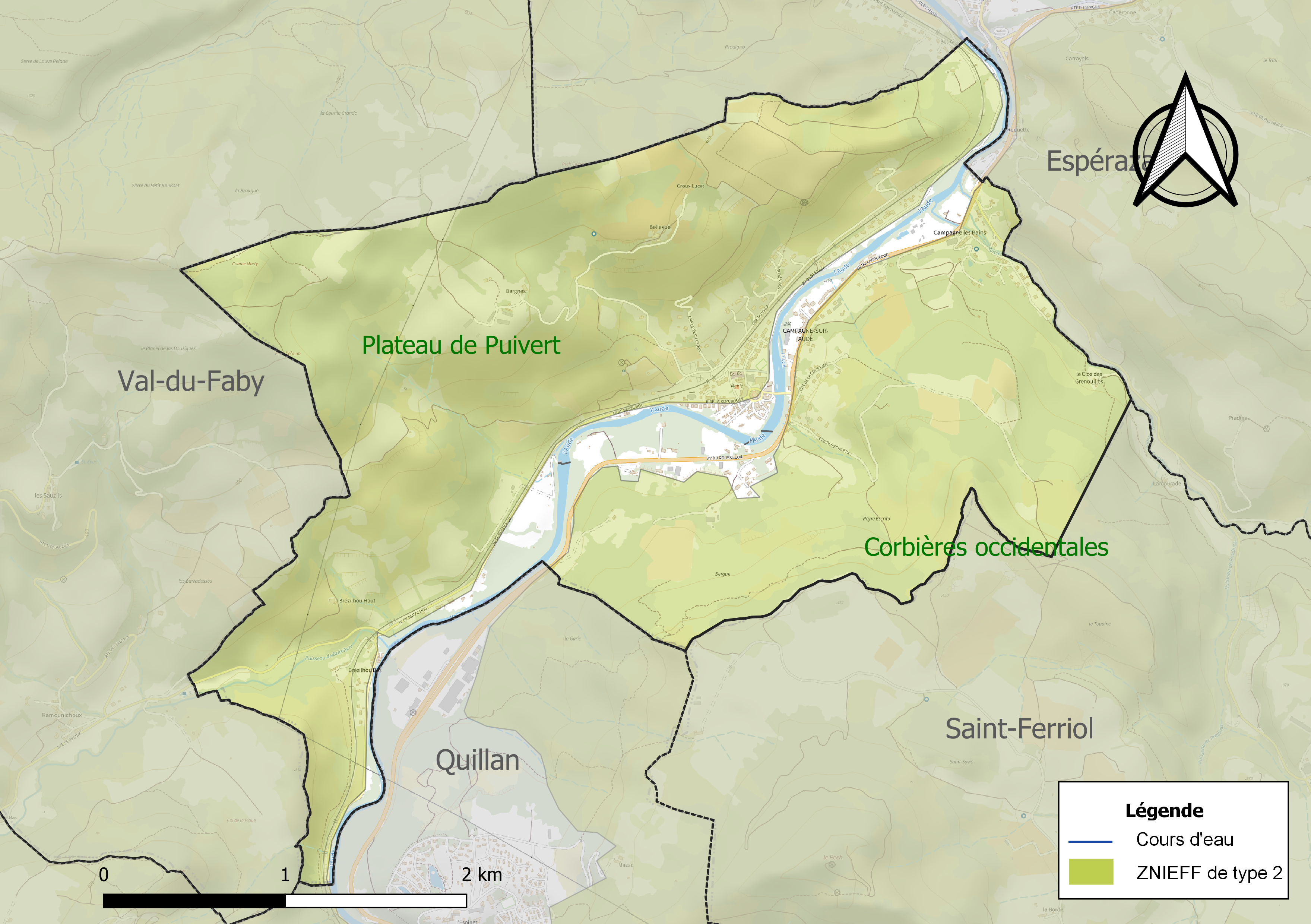
Carte des ZNIEFF de type 2 localisées dans la commune.

L’inventaire des zones naturelles d'intérêt écologique, faunistique et floristique (ZNIEFF) a pour objectif de réaliser une couverture des zones les plus intéressantes sur le plan écologique, essentiellement dans la perspective d’améliorer la connaissance du patrimoine naturel national et de fournir aux différents décideurs un outil d’aide à la prise en compte de l’environnement dans l’aménagement du territoire.
Deux ZNIEFF de type 2 sont recensées dans la commune :
- les « Corbières occidentales » (59 005 ha), couvrant 66 communes du département[18] ;
- le « plateau de Puivert » (8 514 ha), couvrant 11 communes du département[19].

## Urbanisme

### Typologie

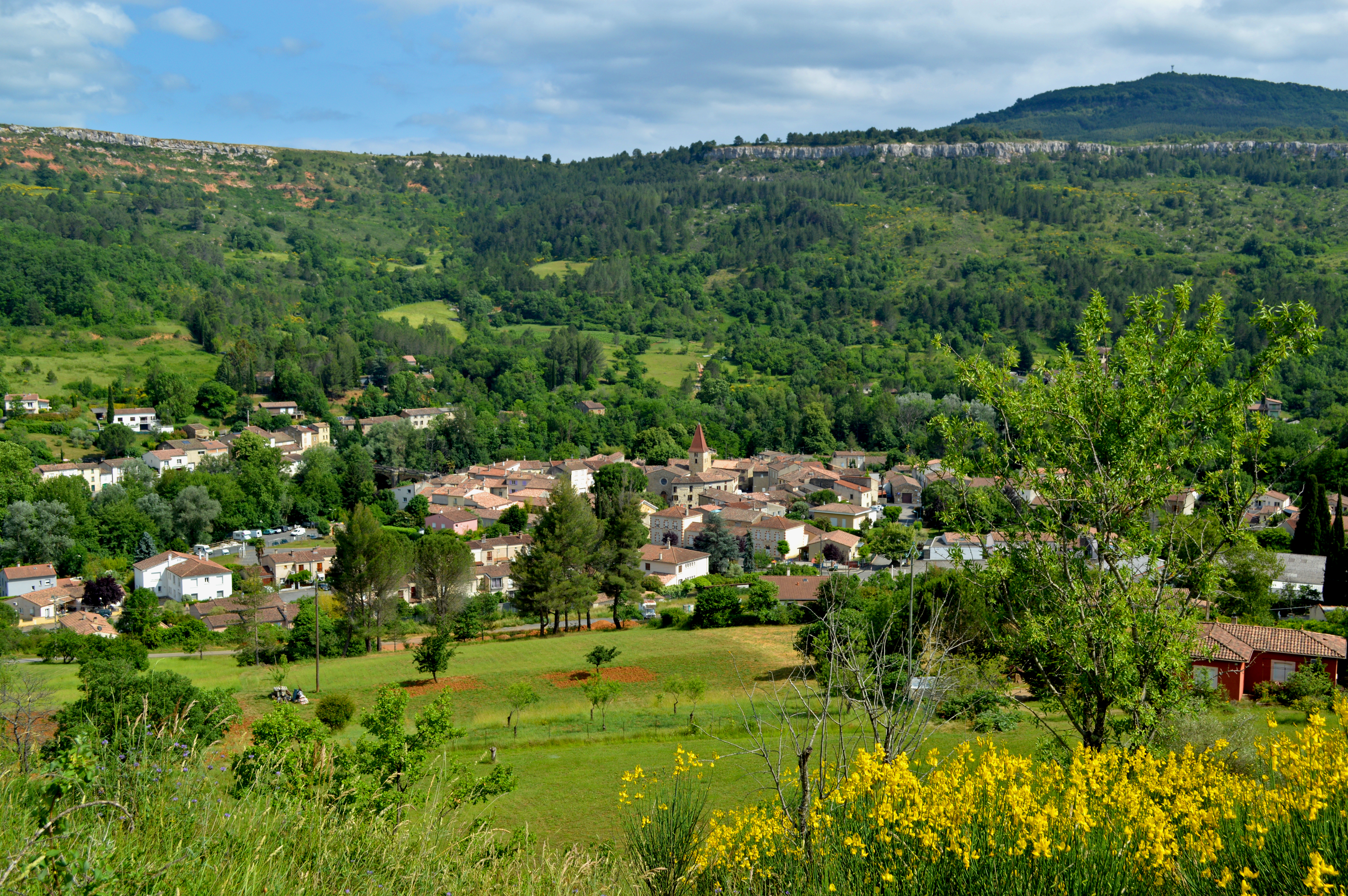
Campagne-sur-Aude vue du chemin des dinosaures

Au 1er janvier 2024, Campagne-sur-Aude est catégorisée bourg rural, selon la nouvelle grille communale de densité à 7 niveaux définie par l'Insee en 2022.
Elle appartient à l'unité urbaine d'Espéraza, une agglomération intra-départementale dont elle est une commune de la banlieue,. La commune est en outre hors attraction des villes,.

### Occupation des sols
L'occupation des sols de la commune, telle qu'elle ressort de la base de données européenne d’occupation biophysique des sols Corine Land Cover (CLC), est marquée par l'importance des territoires agricoles (56,6 % en 2018), une proportion sensiblement équivalente à celle de 1990 (57,3 %). La répartition détaillée en 2018 est la suivante : 
zones agricoles hétérogènes (53,6 %), forêts (22,2 %), milieux à végétation arbustive et/ou herbacée (12,8 %), zones urbanisées (8,4 %), prairies (3 %). L'évolution de l’occupation des sols de la commune et de ses infrastructures peut être observée sur les différentes représentations cartographiques du territoire : la carte de Cassini (XVIIIe siècle), la carte d'état-major (1820-1866) et les cartes ou photos aériennes de l'IGN pour la période actuelle (1950 à aujourd'hui).

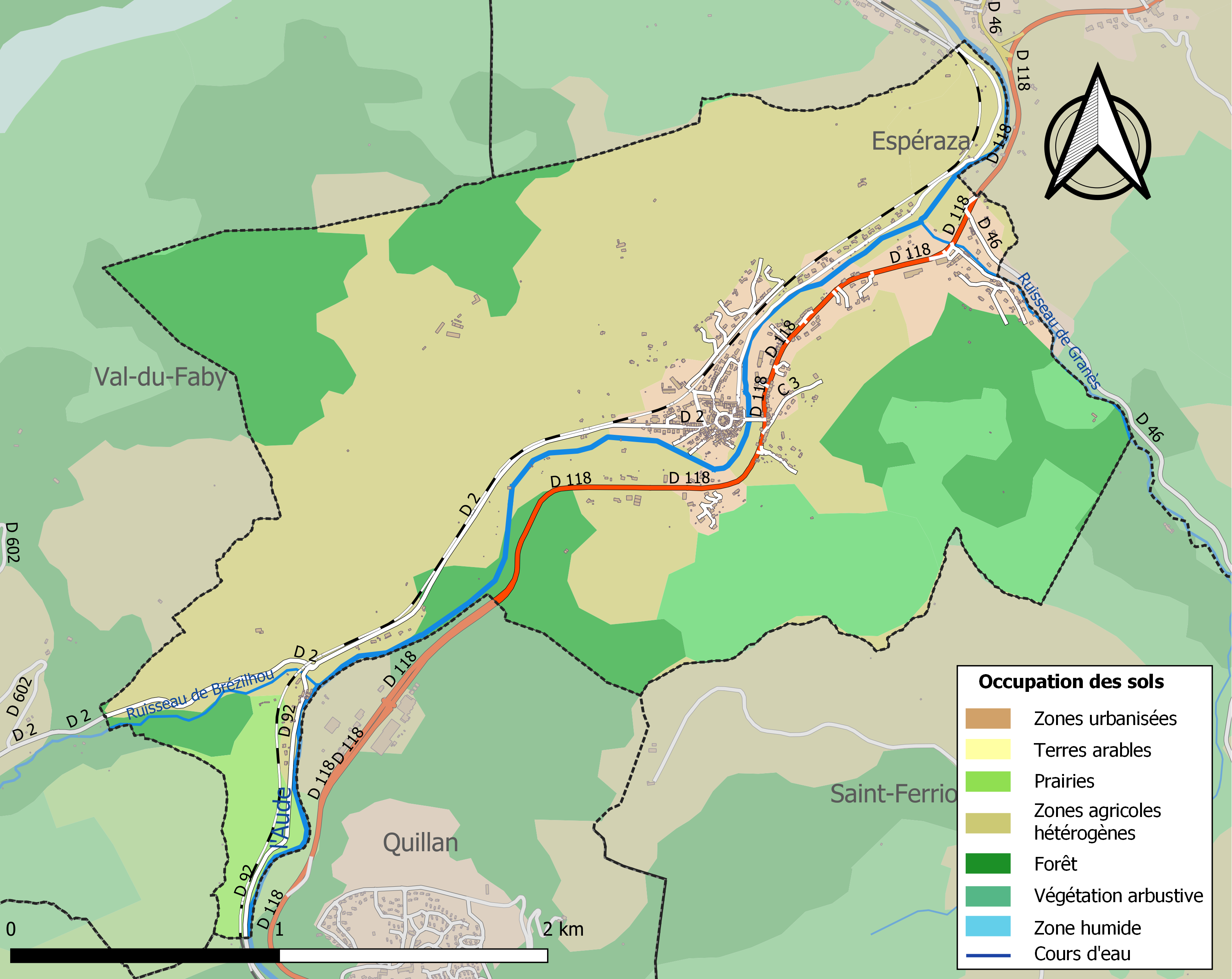
Carte des infrastructures et de l'occupation des sols de la commune en 2018 (CLC).

### Risques majeurs
Le territoire de la commune de Campagne-sur-Aude est vulnérable à différents aléas naturels : météorologiques (tempête, orage, neige, grand froid, canicule ou sécheresse), inondations, feux de forêts et séisme (sismicité modérée). Il est également exposé à deux risques technologiques,  le transport de matières dangereuses et la rupture d'un barrage. Un site publié par le BRGM permet d'évaluer simplement et rapidement les risques d'un bien localisé soit par son adresse soit par le numéro de sa parcelle.

#### Risques naturels
Certaines parties du territoire communal sont susceptibles d’être affectées par le risque d’inondation par débordement de cours d'eau, notamment l'Aude. La commune a été reconnue en état de catastrophe naturelle au titre des dommages causés par les inondations et coulées de boue survenues en 1982, 1988, 1992, 1996, 2009, 2018 et 2020,.

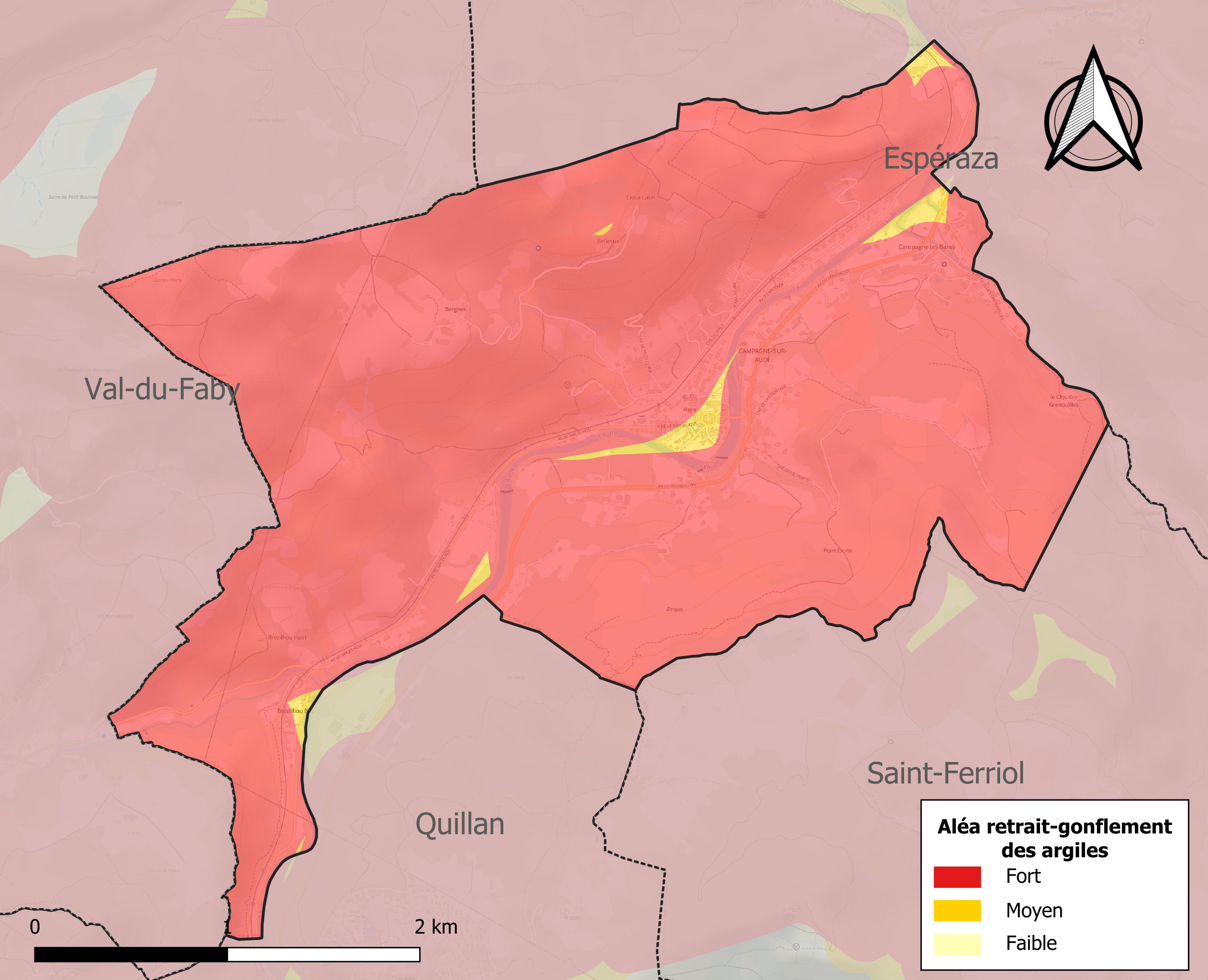
Carte des zones d'aléa retrait-gonflement des sols argileux de Campagne-sur-Aude.

Le retrait-gonflement des sols argileux est susceptible d'engendrer des dommages importants aux bâtiments en cas d’alternance de périodes de sécheresse et de pluie. La totalité de la commune est en aléa moyen ou fort (75,2 % au niveau départemental et 48,5 % au niveau national). Sur les 356 bâtiments dénombrés dans la commune en 2019, 356 sont en aléa moyen ou fort, soit 100 %, à comparer aux 94 % au niveau départemental et 54 % au niveau national. Une cartographie de l'exposition du territoire national au retrait gonflement des sols argileux est disponible sur le site du BRGM,.

#### Risques technologiques
Le risque de transport de matières dangereuses dans la commune est lié à sa traversée par une route à fort trafic. Un accident se produisant sur une telle infrastructure est en effet susceptible d’avoir des effets graves au bâti ou aux personnes jusqu’à 350 m, selon la nature du matériau transporté. Des dispositions d’urbanisme peuvent être préconisées en conséquence.
La commune est en outre située en aval des barrages de Matemale et de Puyvalador, deux ouvrages de classe A, situés dans le département des Pyrénées-Orientales. À ce titre elle est susceptible d’être touchée par l’onde de submersion consécutive à la rupture d'un de ces ouvrages.

## Histoire

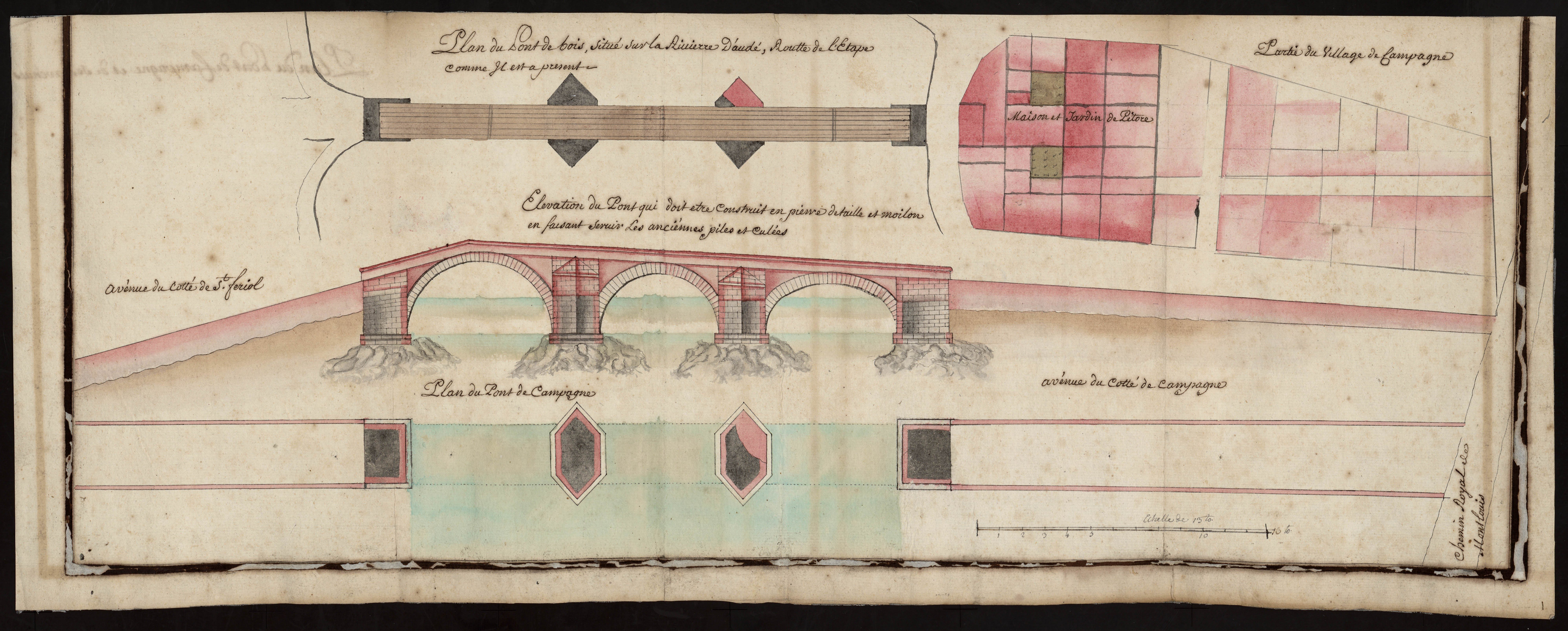
Plan d'un pont sur l'Aude (1756).

Par décret du 1er février 1949, est délimité la commune de Campagne-sur-Aude et la commune de Fa, le hameau de Brézilhou est rattaché à Campagne-sur-Aude.

## Politique et administration

### Découpage territorial
La commune de Campagne-sur-Aude est membre de la communauté de communes des Pyrénées audoises , un établissement public de coopération intercommunale (EPCI) à fiscalité propre créé le 30 mai 2013 dont le siège est à Quillan. Ce dernier est par ailleurs membre d'autres groupements intercommunaux.
Sur le plan administratif, elle est rattachée à l'arrondissement de Limoux, au département de l'Aude, en tant que circonscription administrative de l'État, et à la région Occitanie.
Sur le plan électoral, elle dépend du canton de la Haute-Vallée de l'Aude pour l'élection des conseillers départementaux, depuis le redécoupage cantonal de 2014 entré en vigueur en 2015, et de la troisième circonscription de l'Aude  pour les élections législatives, depuis le redécoupage électoral de 1986.

### Liste des maires
| Période                                  | Période  | Identité      | Étiquette | Qualité |
| ---------------------------------------- | -------- | ------------- | --------- | ------- |
| Les données manquantes sont à compléter. |          |               |           |         |
|                                          |          |               |           |         |
| mars 2001                                | 2008     | Gilbert Py    |           |         |
| mars 2008                                | En cours | Gilbert Simon |           |         |

### Jumelages
- Salagnac (Dordogne) (France) depuis 2018[34].

## Démographie
L'évolution du nombre d'habitants est connue à travers les recensements de la population effectués dans la commune depuis 1793. Pour les communes de moins de 10 000 habitants, une enquête de recensement portant sur toute la population est réalisée tous les cinq ans, les populations de référence des années intermédiaires étant quant à elles estimées par interpolation ou extrapolation. Pour la commune, le premier recensement exhaustif entrant dans le cadre du nouveau dispositif a été réalisé en 2004.

En 2022, la commune comptait 616 habitants, en évolution de +6,94 % par rapport à 2016 (Aude : +2,65 %, France hors Mayotte : +2,11 %).
| 1793 | 1800 | 1806 | 1821 | 1831 | 1836 | 1841 | 1846 | 1851 |
| ---- | ---- | ---- | ---- | ---- | ---- | ---- | ---- | ---- |
| 256  | 275  | 297  | 257  | 410  | 427  | 428  | 431  | 433  |

| 1856 | 1861 | 1866 | 1872 | 1876 | 1881 | 1886 | 1891 | 1896 |
| ---- | ---- | ---- | ---- | ---- | ---- | ---- | ---- | ---- |
| 370  | 384  | 395  | 424  | 510  | 510  | 451  | 424  | 440  |

| 1901 | 1906 | 1911 | 1921 | 1926 | 1931 | 1936 | 1946 | 1954 |
| ---- | ---- | ---- | ---- | ---- | ---- | ---- | ---- | ---- |
| 429  | 440  | 406  | 448  | 452  | 617  | 589  | 524  | 545  |

| 1962 | 1968 | 1975 | 1982 | 1990 | 1999 | 2004 | 2006 | 2009 |
| ---- | ---- | ---- | ---- | ---- | ---- | ---- | ---- | ---- |
| 510  | 520  | 575  | 617  | 641  | 593  | 619  | 639  | 652  |

| 2014 | 2019 | 2022 | - | - | - | - | - | - |
| ---- | ---- | ---- | - | - | - | - | - | - |
| 587  | 603  | 616  | - | - | - | - | - | - |

## Économie

### Revenus
En 2018  (données Insee publiées en septembre 2021), la commune compte 280 ménages fiscaux, regroupant 573 personnes. La médiane du revenu disponible par unité de consommation est de 17 720 € (19 240 € dans le département).

### Emploi
| Division       | 2008   | 2013   | 2018   |
| -------------- | ------ | ------ | ------ |
| Commune        | 11,9 % | 13,5 % | 19,9 % |
| Département    | 10,2 % | 12,8 % | 12,6 % |
| France entière | 8,3 %  | 10 %   | 10 %   |

En 2018, la population âgée de 15 à 64 ans s'élève à 320 personnes, parmi lesquelles on compte 72,7 % d'actifs (52,8 % ayant un emploi et 19,9 % de chômeurs) et 27,3 % d'inactifs,. Depuis 2008, le taux de chômage communal (au sens du recensement) des 15-64 ans est supérieur à celui de la France et du département.
La commune est hors attraction des villes,. Elle compte 124 emplois en 2018, contre 121 en 2013 et 170 en 2008. Le nombre d'actifs ayant un emploi résidant dans la commune est de 173, soit un indicateur de concentration d'emploi de 71,5 % et un taux d'activité parmi les 15 ans ou plus de 46,7 %.
Sur ces 173 actifs de 15 ans ou plus ayant un emploi, 53 travaillent dans la commune, soit 31 % des habitants. Pour se rendre au travail, 84,7 % des habitants utilisent un véhicule personnel ou de fonction à quatre roues, 1,7 % les transports en commun, 6,8 % s'y rendent en deux-roues, à vélo ou à pied et 6,8 % n'ont pas besoin de transport (travail au domicile).

### Activités hors agriculture

#### Secteurs d'activités
69 établissements sont implantés  à Campagne-sur-Aude au 31 décembre 2019. Le tableau ci-dessous en détaille le nombre par secteur d'activité et compare les ratios avec ceux du département,.
| Secteur d'activité                                                                                        | Commune | Commune | Département |
| Secteur d'activité                                                                                        | Nombre  | %       | %           |
| --- | ------- | ------- | ----------- |
| Ensemble                                                                                                  | 69      |         |             |
| Industrie manufacturière, industries extractives et autres                                                | 9       | 13 %    | (8,8 %)     |
| Construction                                                                                              | 14      | 20,3 %  | (14 %)      |
| Commerce de gros et de détail, transports, hébergement et restauration                                    | 24      | 34,8 %  | (32,3 %)    |
| Activités immobilières                                                                                    | 5       | 7,2 %   | (5,2 %)     |
| Activités spécialisées, scientifiques et techniques et activités de services administratifs et de soutien | 7       | 10,1 %  | (13,3 %)    |
| Administration publique, enseignement, santé humaine et action sociale                                    | 4       | 5,8 %   | (13,2 %)    |
| Autres activités de services                                                                              | 6       | 8,7 %   | (8,8 %)     |

Le secteur du commerce de gros et de détail, des transports, de l'hébergement et de la restauration est prépondérant dans la commune puisqu'il représente 34,8 % du nombre total d'établissements de la commune (24 sur les 69 entreprises implantées  à Campagne-sur-Aude), contre 32,3 % au niveau départemental.

#### Entreprises
Les trois entreprises ayant leur siège social sur le territoire communal qui génèrent le plus de chiffre d'affaires en 2020 sont : 
- Salasar, fabrication de vins effervescents (1 464 k€) ;
- Entreprise Roger Marin et Fils, travaux de maçonnerie générale et gros-œuvre de bâtiment (880 k€) ;
- Petit Paradis, terrains de camping et parcs pour caravanes ou véhicules de loisirs (24 k€).

### Agriculture
|                                   | 1988 | 2000 | 2010 |
| --------------------------------- | ---- | ---- | ---- |
| Exploitations                     | 23   | 8    | 5    |
| Superficie agricole utilisée (ha) | 175  | 339  | 352  |

La commune fait partie de la petite région agricole dénommée « Région viticole ». En 2010, l'orientation technico-économique de l'agriculture  dans la commune est la production de fruits et autres cultures permanentes. Cinq exploitations agricoles ayant leur siège dans la commune sont dénombrées lors du recensement agricole de 2010 (douze en 1988). La superficie agricole utilisée est de 352 ha.

## Culture locale et patrimoine

### Lieux et monuments
- Lieu de fouilles paléontologiques, où a notamment été découvert le dinosaure Ampelosaurus atacis, ainsi que des restes du Rhabdodon et du Variraptor.
- Église Saint-Sébastien de Campagne-sur-Aude datant du Xe siècle.
- Le fort : le pâté de maisons central du village, où se situe l'église, correspond à l'ancien fort.
- La gare de Campagne.

### Personnalités liées à la commune
- Bernard-Othon de Niort.

### Héraldique
| Blason de Campagne-sur-Aude | Blason  | D'or à la billette vidée d'azur.                 |
| Blason de Campagne-sur-Aude | Détails | Le statut officiel du blason reste à déterminer. |